# Equipe líbia na Copa Davis
A equipe líbia na Copa Davis representa a Líbia na Copa Davis, principal competição de tênis masculina por equipes do mundo. É administrada pela Libyan Tennis Federation.